# Max Krause (Ingenieur)
Max Krause (* 21. Mai 1853 in Breslau; † 11. Juli 1918 in Berlin) war ein deutscher Ingenieur.

## Leben
Max Krause wuchs mit acht Geschwistern auf. Im Alter von knapp 16 Jahren verließ er die Zwingerschule mit dem Reifezeugnis. Danach absolvierte er ein Praktikum bei der Firma Januschek in Schweidnitz. Seine freiwillige Meldung zur Armee beim Ausbruch des Deutsch-Französischen Krieges wurde wegen Schwächlichkeit zurückgewiesen. Darum begann er 1870 ein Studium an der Königlichen Gewerbeakademie in Berlin. Noch während seiner Studienzeit wurde er dem Reichskommissar zur Weltausstellung 1873 zugewiesen. Nach dem Studium trat Krause 1874 in die Weddingsche Maschinenfabrik in Berlin ein, wo er Maschinen für die Waffenherstellung konstruierte. Als das Unternehmen 1881 liquidiert wurde, nutzte er mit dem befreundeten Richard Schwartzkopff Patente für Sicherheitsvorrichtungen an Dampfkesseln. Später wurde er in die Direktion der 1889 gegründeten Deutsch-Österreichischen Mannesmannröhren-Werke berufen. Nachdem die Brüder Arnold, Ernst und Conrad Borsig die Leitung des Familienunternehmens übernommen hatten, wurde Krause als Mitarbeiter eingestellt.
Neben seiner Tätigkeit als Direktor der Firma Borsig war Krause ehrenamtlich tätig. Zu der Jubiläumsfeier der Technischen Hochschule Berlin 1899 konnte die von ihm geförderte Jubiläumsstiftung der deutschen Industrie der Hochschule einen Betrag von 1,5 Millionen Mark überreichen. Er war intensiv in den Aufbau des Deutschen Museums von Meisterwerken der Naturwissenschaft und Technik eingebunden. Er war auch Aufsichtsratsmitglied der Deutsche Continental-Gas-Gesellschaft und wurde 1910 Vorsitzender des geschäftsführenden Ausschusses der Zentrale für Gasverwertung.
1870 wurde Max Krause Mitglied des Akademischen Vereins Hütte. 1882 trat er dem Verein Deutscher Ingenieure (VDI) und dem Berliner Bezirksverein des VDI bei. Von 1895 bis 1906 gehörte er dem Vorstand des Bezirksvereins an, von 1900 bis 1902 sowie 1906 als dessen Vorsitzender. Den Bezirksverein vertrat Krause von 1897 bis 1910 im Vorstandsrat des Gesamtvereins. Von 1899 an war er Kuratoriumsmitglied der Hilfskasse der deutschen Ingenieure. Während des Ersten Weltkriegs wurde auf seinen Vorschlag hin die Kriegshilfskasse für Ingenieure gegründet.
Max Krause war auch Mitglied des Vereins für Gewerbefleiß und war seit 1908 dessen zweiter stellvertretender Vorsitzender sowie ab 1914 dessen erster stellvertretender Vorsitzender. Daneben war er Gründungsmitglied der Schiffbautechnischen Gesellschaft.

## Auszeichnungen
- Geheimer Baurat
- 1906: Ehrenmitglied des VDI-Bezirksvereins Berlin
- 1918: Ehrenmitglied des Vereins für Gewerbefleiß